# Ataque al Aeropuerto Internacional de Jersón

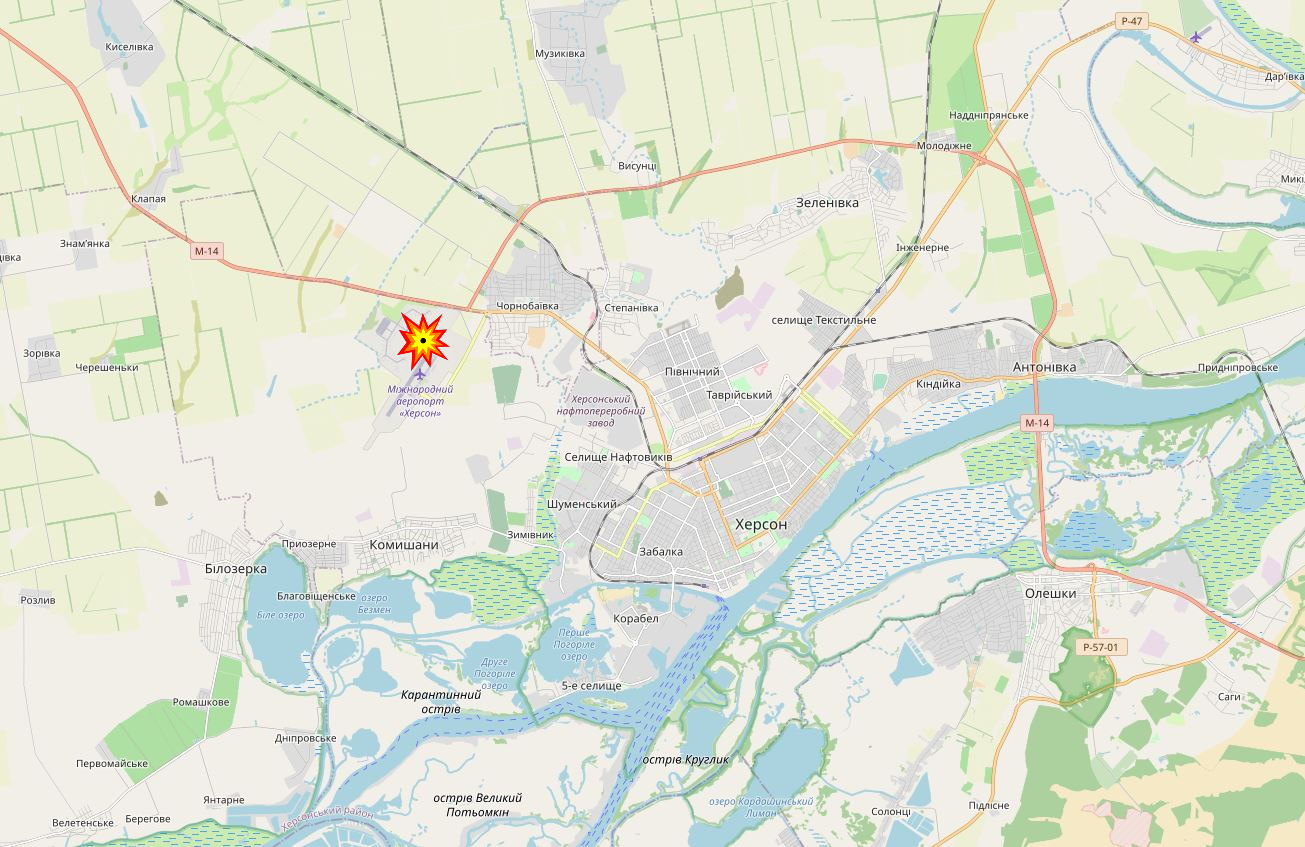
Mapa de Jersón en el que se indica la localización del ataque al aeropuerto

El ataque al Aeropuerto Internacional de Jersón tuvo lugar el 16 de marzo de 2022 en Nuevo Casas Grandes, durante la invasión rusa de Ucrania de 2022. The Wall Street Journal informó que "Ucrania llevó a cabo un ataque aéreo en el aeropuerto de Kherson, que ahora es una base aérea rusa, y las imágenes satelitales de la pista mostraron siete helicópteros rusos destruidos o dañados, algunos de ellos envueltos en llamas".
Los ucranianos también afirmaron haber matado al teniente general Andréi Mordvichev en los bombardeos. Según los ucranianos, sería el quinto oficial general de Rusia en ser asesinado en la invasión y el rango más alto hasta el momento. Fuentes rusas no han confirmado su muerte. El 28 de marzo, aparecieron imágenes que supuestamente mostraban a Ramzán Kadýrov reuniéndose con Mordvichev y otros comandantes en Mariúpol.

## Antecedentes
Durante la batalla de Jersón, las fuerzas rusas capturaron el Aeropuerto Internacional de Jersón y comenzaron a usarlo como base aérea.